# Pabandom iš naujo! 2021
La seconda edizione di Pabandom iš naujo! si è tenuta dal 16 gennaio al 6 febbraio 2021 presso gli studi televisivi di LRT a Vilnius e ha selezionato il rappresentante della Lituania all'Eurovision Song Contest 2021 di Rotterdam.
I vincitori sono stati The Roop con il brano Discoteque.

## Organizzazione
Dopo la cancellazione dell'Eurovision Song Contest 2020 a causa della pandemia di COVID-19, il 31 marzo 2020 Lietuvos Nacionalinis Radijas ir Televizija (LRT) ha confermato la partecipazione della Lituania all'edizione del 2021, che sarà ospitata dalla città olandese di Rotterdam; sebbene i vincitori dell'edizione precedente, il trio The Roop, non siano stati riconfermati, è stato loro offerto un posto automatico in finale nella selezione dell'anno successivo.
Lo show si è tenuto in quattro serate, ove due sono state dedicate ai quarti di finale, una per la semifinale e l'ultima per la finale. Il tutto si è svolto presso gli studi televisivi di LRT nella capitale lituana. Il risultato sarà decretato da un mix di voto della giuria e televoto.

## Partecipanti
La lista completa degli artisti partecipanti è stata pubblicata il 23 dicembre 2020. Oltre a The Roop, fra gli artisti figura la rappresentante eurovisiva lituana Vilija Matačiūnaitė, con il nome d'arte Sunday Afternoon, che ha cantato per il paese nell'edizione del 2014.
Nonostante inizialmente figurassero nella lista dei partecipanti, Gintarė Korsakaitė ed Evelina Sašenko hanno annunciato di essersi ritirate dalla competizione pochi giorni dopo.
| Artista                          | Brano                    | Lingua  | Compositori |
| -------------------------------- | ------------------------ | ------- | --- |
| Aistė Brokenleg                  | Home                     | Inglese | Linas Karolis Krasauskas, Aistė Brokenleg                                                                            |
| Aldegunda                        | Sit Down                 | Inglese | Gailė Asačiovaitė |
| Be U                             | Love Yourself            | Inglese | Ąžuolas Paulauskas                                                                                                   |
| Black Spikes & Indrė Launikonytė | Don't Tell Me            | Inglese | Dovilė Virbalaitė, Rimantas Budriūnas, Agnieška Vrubliauskienė, Simona Karinauskaitė, Indrė Launikonytė              |
| Cosmic Bride                     | Solitary Star            | Inglese | Natalia Chareckaja, Davide Fortugno                                                                                  |
| Donata Virbilaitė                | The Way I Am             | Inglese | Ylva Persson, Linda Persson                                                                                          |
| Evita Cololo                     | Be paslapcių             | Lituano | Evita Cololo, Elizabeta Eliševa Povilaitė, Vitalijus Puzyrovas                                                       |
| Gabrielė Goštautaitė             | Freedom                  | Inglese | Gabrielė Goštautaitė                                                                                                 |
| Gabrielius Vagelis               | My Guy                   | Inglese | Gabrielius Vagelis, Bjorn Homesland                                                                                  |
| Gebrasy                          | Where'd You Wanna Go?    | Inglese | Audrius Petrauskas, Faustas Venckus                                                                                  |
| Martyna Jezepčikaitė             | Thank You Very Much      | Inglese | Andreas Stone Johansson, Julia Kautz, Morten Thorhauge, Selin Üstün                                                  |
| Milita Daikerytė                 | Shadows                  | Inglese | Audrius Petrauskas, Faustas Venckus                                                                                  |
| Norbertas                        | Man in Need              | Inglese | Faustas Venckus, Dennis Steenbergen                                                                                  |
| Rapolas                          | Degam                    | Lituano | Rapolas Kęstutis Meškauskas                                                                                          |
| Sunday Afternoon                 | Open                     | Inglese | Vilija Matačiūnaitė                                                                                                  |
| The Roop                         | Discoteque               | Inglese | Vaidotas Valiukevičius, Robertas Baranauskas, Mantas Banišauskas, Laisvūnas Černovas, Kalle Lindroth, Ilkka Wirtanen |
| Thomukas 1                       | Wish                     | Inglese | Thomas Tumosa, Simonas Kazlauskas, Pijus Brazys                                                                      |
| Titas & Benas                    | No                       | Inglese | Audrius Petrauskas, Faustas Venckus                                                                                  |
| Twosome                          | I Love My Bear           | Inglese | Justinas Stanislovaitis, Paulius Šinkūnas                                                                            |
| UnoBand                          | Eisiu                    | Lituano | Paulius Jasiūnas |
| Voldemars Petersons              | Never Fall for You Again | Inglese | Voldemars Petersons                                                                                                  |

## Quarti di finale

### Primo quarto
Il primo quarto si è tenuto il 16 gennaio 2021 presso gli studi LRT. Per rispettare le norme previste a causa della pandemia di COVID-19, tutte le esibizioni sono state pre-registrate il 12 gennaio 2021. La giuria è stata composta da Ramūnas Zilnys, Jievaras Jasinskis, vytautas Bikus, Ieva Narkutė ed Aistė Smilgevičiūtė.
Ad accedere alle semifinali sono stati i Be U, Titas & Benas, Martyna Jezepčikaitė, Milita Daikerytė e Voldemars Petersons.
| #  | Artista                          | Titolo                   | Punteggio | Punteggio | Punteggio | Punteggio | Punteggio | Posizione |
| #  | Artista                          | Titolo                   | Giuria    | Giuria    | Televoto  | Televoto  | Totale    | Posizione |
| -- | -------------------------------- | ------------------------ | --------- | --------- | --------- | --------- | --------- | --------- |
| 1  | Black Spikes & Indrė Launikonytė | Don't Tell Me            | 24        | 4         | 805       | 8         | 12        | 6         |
| 2  | Thomukas 1                       | Wish                     | 8         | 2         | 108       | 1         | 3         | 10        |
| 3  | Be U                             | Love Yourself            | 30        | 6         | 780       | 7         | 13        | 5         |
| 4  | Titas & Benas                    | No                       | 41        | 8         | 994       | 10        | 18        | 2         |
| 5  | Martyna Jezepčikaitė             | Thank You Very Much      | 27        | 5         | 2 063     | 12        | 17        | 3         |
| 6  | Donata Virbilaitė                | The Way I Am             | 36        | 7         | 353       | 3         | 10        | 7         |
| 7  | Twosome                          | I Love My Bear           | 8         | 2         | 213       | 2         | 4         | 9         |
| 8  | Milita Daikerytė                 | Shadows                  | 49        | 10        | 448       | 5         | 15        | 4         |
| 9  | Aldegunda                        | Sit Down                 | 15        | 3         | 357       | 4         | 7         | 8         |
| 10 | Voldemars Petersons              | Never Fall for You Again | 52        | 12        | 498       | 6         | 18        | 1         |

### Secondo quarto
Il secondo quarto si è tenuto il 23 gennaio 2021 presso gli studi LRT. Per rispettare le norme previste a causa della pandemia di COVID-19, tutte le esibizioni sono state pre-registrate il 19 gennaio 2021. La giuria è stata composta da Ramūnas Zilnys, Vytautas Bikus, Gerūta Griniūtė e Stanislavas Stavickis-Stano. The Roop, già pre-qualificati per la finale, si sono esibiti come ospiti con il loro brano Discoteque.
Ad accedere alle semifinali sono stati Aistė Brokenleg, Norbertas, Gebrasy, Evita Cololo e Gabrielius Vagelis.
| #  | Artista              | Titolo               | Punteggio | Punteggio | Punteggio | Punteggio | Punteggio | Posizione |
| #  | Artista              | Titolo               | Giuria    | Giuria    | Televoto  | Televoto  | Totale    | Posizione |
| -- | -------------------- | -------------------- | --------- | --------- | --------- | --------- | --------- | --------- |
| 1  | UnoBand              | Eisu                 | 7         | 1         | 169       | 3         | 4         | 10        |
| 2  | Cosmic Bride         | Solitary Star        | 29        | 6         | 93        | 1         | 7         | 9         |
| 3  | Rapolas              | Degam                | 19        | 3         | 333       | 5         | 8         | 7         |
| 4  | Sunday Afternoon     | Open                 | 24        | 5         | 249       | 4         | 9         | 6         |
| 5  | Aistė Brokenleg      | Home                 | 27        | 7         | 131       | 2         | 9         | 5         |
| 6  | Norbertas            | Man In Need          | 21        | 4         | 587       | 10        | 14        | 4         |
| 7  | Gabrielė Goštautaitė | Freedom              | 18        | 2         | 340       | 6         | 8         | 8         |
| 8  | Gebrasy              | Where'd You Wanna Go | 55        | 12        | 868       | 12        | 24        | 1         |
| 9  | Evita Cocolo         | Be paslapčių         | 46        | 8         | 443       | 8         | 16        | 3         |
| 10 | Gabrielius Vagelis   | My Guy               | 47        | 10        | 423       | 7         | 17        | 2         |

## Semifinale
La semifinale si è tenuta il 30 gennaio 2021 presso gli studi LRT. Per rispettare le norme previste a causa della pandemia di COVID-19, tutte le esibizioni sono state pre-registrate il precedente 26 gennaio. La giuria è stata composta da Ramūnas Zilnys, Aistė Smilgevičiūtė, Jievaras Jasinskis, Gerūta Griniūtė e Stanislavas Stavickis-Stano. Evgenija Red'ko si è esibita come ospite speciale della serata.
Ad accedere alla finale sono stati Martyna Jezepčikaitė, Evita Cololo, Titas & Benas, Voldemars Petersons e Gebrasy.
| #  | Artista              | Titolo                   | Punteggio | Punteggio | Punteggio | Punteggio | Punteggio | Posizione |
| #  | Artista              | Titolo                   | Giuria    | Giuria    | Televoto  | Televoto  | Totale    | Posizione |
| -- | -------------------- | ------------------------ | --------- | --------- | --------- | --------- | --------- | --------- |
| 1  | Be U                 | Love Yourself            | 14        | 1         | 858       | 7         | 8         | 9         |
| 2  | Aistė Brokenleg      | Home                     | 16        | 4         | 208       | 1         | 5         | 10        |
| 3  | Gabrielius Vagelis   | My Guy                   | 24        | 6         | 688       | 4         | 10        | 7         |
| 4  | Martyna Jezepčikaitė | Thank You Very Much      | 20        | 5         | 1 816     | 10        | 15        | 2         |
| 5  | Nobertas             | Man In Need              | 15        | 2         | 832       | 6         | 8         | 8         |
| 6  | Evita Cololo         | Be paslapčių             | 45        | 10        | 350       | 2         | 12        | 3         |
| 7  | Titas & Benas        | No                       | 16        | 4         | 943       | 8         | 12        | 5         |
| 8  | Voldemars Petersons  | Never Fall for You Again | 38        | 7         | 819       | 5         | 12        | 4         |
| 9  | Milita Daikerytė     | Shadows                  | 42        | 8         | 592       | 3         | 11        | 6         |
| 10 | Gebrasy              | Where'd You Wanna Go?    | 60        | 12        | 2 237     | 12        | 24        | 1         |

## Finale
La finale si è tenuta il 6 febbraio 2021 presso gli studi LRT. Per rispettare le norme previste a causa della pandemia di COVID-19, tutte le esibizioni sono state pre-registrate il precedente 2 febbraio. La giuria è stata composta da Ramūnas Zilnys, Aistė Smilgevičiūtė, Jievaras Jasinskis, Gerūta Griniūtė, Stanislavas Stavickis-Stano, Vytautas Bikus e Ieva Narkutė. I Sisters on Wire si sono esibiti come ospiti speciali della serata con i brani Mėlyna mėlyna e Ten esi tu.
The Roop sono stati proclamati vincitori trionfando sia nel televoto, con un netto margine, che nel voto della giuria.
| # | Artista              | Titolo                   | Punteggio | Punteggio | Punteggio | Punteggio | Punteggio | Posizione |
| # | Artista              | Titolo                   | Giuria    | Giuria    | Televoto  | Televoto  | Totale    | Posizione |
| - | -------------------- | ------------------------ | --------- | --------- | --------- | --------- | --------- | --------- |
| 1 | Titas & Benas        | No                       | 44        | 6         | 1 094     | 6         | 12        | 6         |
| 2 | Martyna Jezepčikaitė | Thank You Very Much      | 40        | 5         | 2 453     | 8         | 13        | 4         |
| 3 | Gebrasy              | Where'd You Wanna Go?    | 70        | 10        | 6 413     | 10        | 20        | 2         |
| 4 | Voldemars Petersons  | Never Fall for You Again | 51        | 8         | 1 224     | 7         | 15        | 3         |
| 5 | Evita Cololo         | Be paslapčių             | 47        | 7         | 427       | 5         | 12        | 5         |
| 6 | The Roop             | Discoteque               | 84        | 12        | 74 512    | 12        | 24        | 1         |